# Abedalá ibne Cazim Atamimi
Abedalá ibne Cazim Alçulami (Abdallah ibn Khazim; fl. 780–812) foi um filho do famoso general árabe coraçane Cazim ibne Cuzaima Atamimi, um apoiante precoce dos abássidas que desempenhou um papel instrumental na ascensão deles durante e após a Revolução Abássida. Através de Cazim, a família alcançou um local proeminente entre os Coraçanes (Khurasaniyya), os soldados árabes do Coração que vieram do oeste durante a revolução e formaram a principal base de poder do regime abássida precoce.
Abedalá serviu como chefe de segurança (saíbe da xurta) sob califa Almadi (r. 775–785) em 781, para seu filho e herdeiro aparente Alhadi (r. 785–786) durante sua campanha em Jurjã. O califa Harune Arraxide (r. 786–809) nomeou-o governador do Tabaristão sobre o Mar Cáspio. Na guerra civil que eclodiu após a morte de Harune entre Alamim (r. 809–813) e Almamune (r. 813–833), ele, ao lado de seus irmãos, apoiou Alamim, e mesmo serviu como seu saíbe da xurta até o final de seu reinado. Quando as forças de Almamune sitiaram Bagdá em 812, ele e sua família abandonaram a cidade e fugiram para a vizinha Almadaim.